# Zorua
Zorua is een van de zeldzame Pokémon uit de vijfde generatie. De Pokémon heeft een zwarte vacht, rode poten en turquoise ogen. De soort heeft wat weg van een vos. Zorua zijn sluwe Pokémon die vaak mensen en andere Pokémon om de tuin proberen te leiden. De soort bezit de kracht om zich voor te doen als een andere Pokémon of zelfs een mens. Zorua maakt zijn eerste opwachting in de film Pokémon 13: Zoroark - Meester der Illusie. 

## In de Pokémonspellen
Zorua evolueert tot Zoroark vanaf level 30. Zorua en Zoroark waren aanvankelijk de enige Pokémon die de aanval "Night Daze" konden leren. Sinds de zevende generatie kan echter ook Lunala deze aanval leren. Toen de Pokémon Black en White-spellen net uitkwamen, kon Zorua slechts verkregen worden door naar een Nintendo-evenement te gaan. In Pokémon Black 2 en White 2 kwam Zorua voor het eerst in het wild beschikbaar.
In het spel Pokémon Legends: Arceus werd Hisuian Zorua geïntroduceerd. In tegenstelling tot de Zorua uit Unova heeft Hisuian Zorua een witte vacht met rode accenten en gele ogen. Daarnaast heeft de soort de typen Normaal en Geest. Hisuian Zorua en Zoroark zijn de enige Pokémon met deze combinatie van typen.

## Films
Een Zorua heeft samen met een Zoroark de hoofdrol in de dertiende Pokémonfilm, Pokémon 13: Zoroark, meester van de Illusie, waarin de Pokémon de strijd aangaat met Raikou, Entei, Suicune, Celebi en Zoroark.

## Ruilkaartenspel
Er bestaan zestien standaard Zorua-kaarten, waarvan er twee alleen in Japan uitgebracht zijn. Ook bestaat er een Illusion's Zorua (alleen in Japan), een combinatiekaart van Zorua en Celebi, een N's Zorua en een Hisuian Zoruakaart. Met uitzondering van de Hisuian Zorua hebben alle kaarten het type Darkness als element. De Hisuian Zorua heeft het type Psychic.